# Boston crab
Le Boston Crab est une prise de soumission utilisée dans le catch, inventée par Dusty Rhodes, qui cause une douleur à la colonne vertébrale. Pour l'exécuter, il faut tout d'abord que l'adversaire soit étendu dos au sol. Puis l'attaquant se met en face de lui, accroche chaque jambe de l'adversaire dans un de ses bras, et l'attaquant tourne pour obliger son adversaire à se mettre sur le ventre. L'attaquant se retrouve alors sur sa victime et lui tire les deux jambes en arrière.

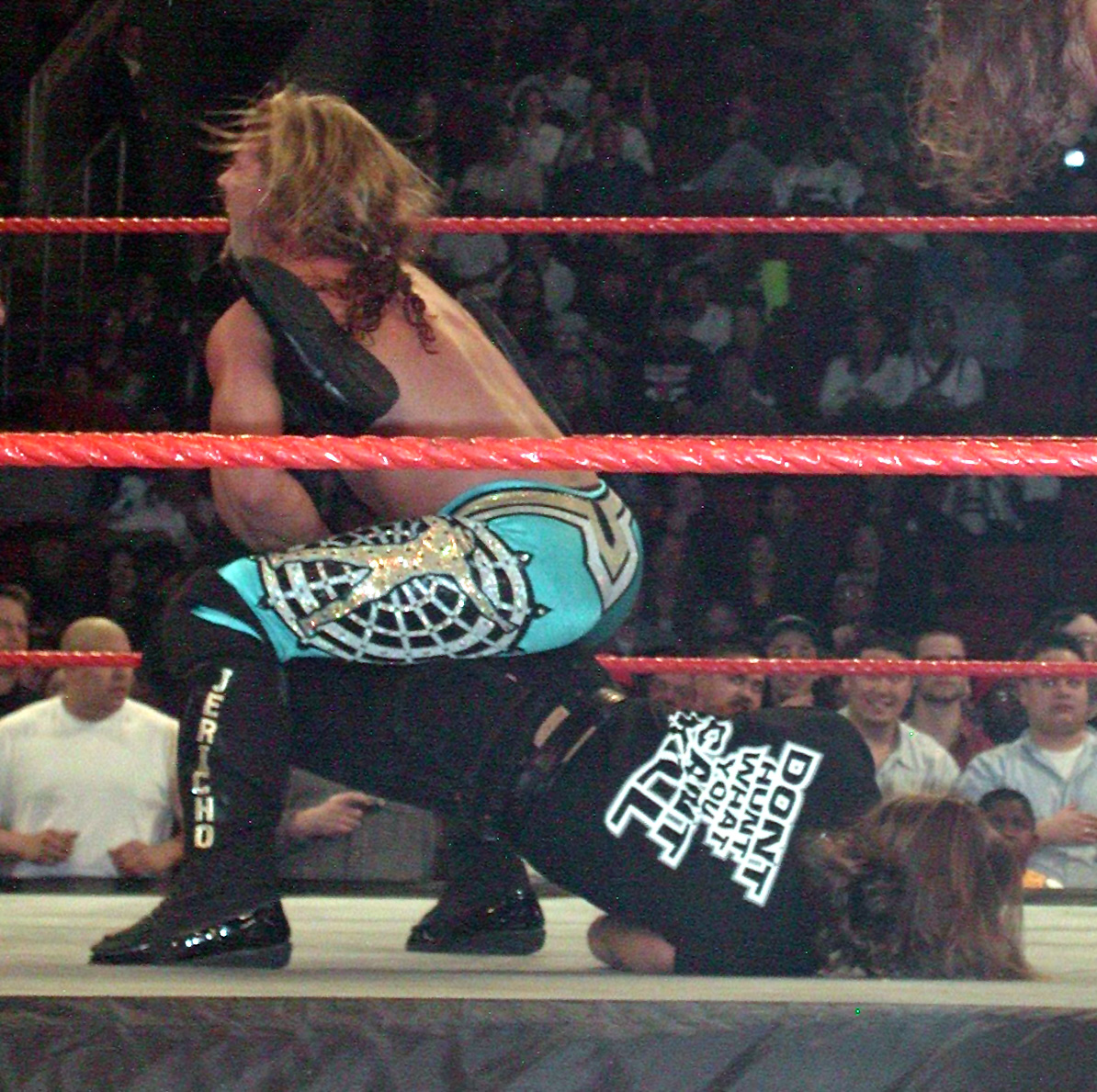
Chris Jericho qui prend Shawn Michaels en Walls of Jericho (Boston crab élevé)

## Variantes
Il y a plusieurs variantes, les plus connus utilisateurs sont, Alex Riley, Chris Jericho, Chris Benoit, Eddie Guerrero, Edge, Christian et McRiley. Chris Jericho utilisait une de ses BC comme prise de finition. McRiley Aussi a une prise de finition, le The R.I.P.

### Boston crab inversé
L'attaquant attrape les jambes de l'adversaires (qui est sur le dos) et se place sur le ventre de l'adversaire. Doink utilisait cette prise pour faire le tomber.

### Cross-legged Boston crab
Cette variation voit un attaquant croiser les jambes de l'adversaire et les mettre sous l'aisselle opposée (ex: la jambe droite sous l'aisselle droite au lieu de gauche) puis l'attaquant tourne pour obliger son adversaire à se mettre sur le ventre.

### Elevated Boston crab
L'attaquant attrape les jambes de l'adversaire et le fait tourner sur son ventre, puis fait monter les jambes de l'adversaire vers le haut tout en s'asseyant sur son dos. 
C'est la prise de finition de Chris Jericho qu'il nomme Walls of Jericho. Certaines fois, il la modifie en mettant un de ses genoux sur la nuque ou le dos de l'adversaire, cette prise se nomme Liontamer.
Kelly Kelly utilise cette prise elle la nomme The Walls Of K2

### Modified Elevated CloverLeaf Crab With High Knee Impact
C'est la prise de finition de McRiley qu'il l'a nomme The R.I.P. Cette prise consiste à faire comme un LionTamer, mais l'attaquant met ses deux Genoux pour forcer encore plus fort le menton de l'adversaire qui lui fait un douleur très intense.

### Inverted Elevated Boston Crab
Cette prise est un Elevated Boston Crab mais l'attaquant est dans l'autre sens (il regarde dans la même direction que son opposant). Cette prise est utilisée par des lutteurs de fédération indépendante et par Randy Orton lors de Over the Limit (2011)

### Single leg Boston crab
Aussi connue sous le nom de Half Boston Crab ou Half Crab, elle est identique à un Boston crab normal, sauf que l'attaquant attrape juste une seule jambe et non les deux de son adversaire.
Il existe deux variantes :
- Single leg Boston crab with knee : comme un Single leg Boston crab, mais sauf que l'attaquant pose un de ses genoux contre le dos de l'adversaire, afin de l'obliger à abandonner.

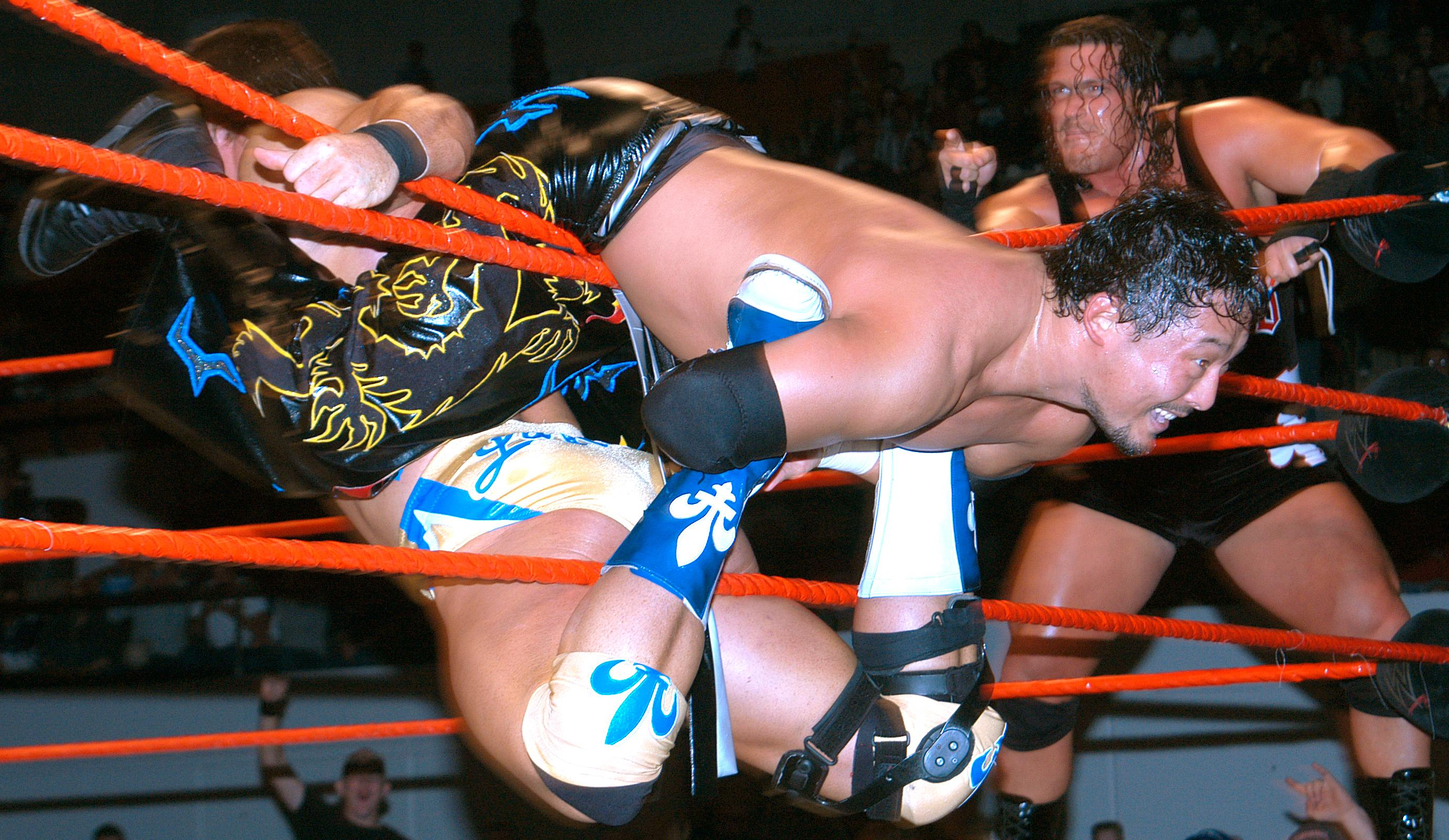
Yoshihiro Tajiri faisant son Tarantula.

- Single leg Boston crab with armlock

### Rope hung Boston crab
Tout se passe comme un Boston Crab normal, mais cette fois-ci, l'attaquant met son adversaire dans l'une des trois cordes du ring.